# سيد كروسلي
سيد كروسلي (بالإنجليزية: Syd Crossley)‏ هو ممثل بريطاني (وحمل سابقاً جنسية المملكة المتحدة لبريطانيا العظمى وأيرلندا)، ولد في 18 نوفمبر 1885 بلندن في المملكة المتحدة، وتوفي في 1 نوفمبر 1960 في المملكة المتحدة.

## وصلات خارجية
- سيد كروسلي على موقع IMDb (الإنجليزية)
- سيد كروسلي على موقع قاعدة بيانات الفيلم (الإنجليزية)